# RTL Három (RTL3)
RTL Három est une chaîne de télévision commerciale privée hongroise, axée sur les divertissements, films et séries.

## Histoire de la chaîne
La chaîne commence à émettre le 2 avril 2008 sous le nom de Sat.1 de Poén! (Fun TV!). C'est une chaîne de Sat.9 de divertissement.
Le 20 décembre 2010, Poén! cesse ses programmes et est aussitôt remplacée par Prizma TV. La chaîne est rachetée par RTL Hungary le 28 juillet 2011 en même temps que six autres chaînes du câble : Cool TV, Reflektor, Film+, Film+2, Sorozat+ et Muzsika TV.
Le 1er mai 2014, la chaîne change à nouveau de nom pour devenir RTL+, la troisième chaîne du groupe  RTL Hungary.
Le 28 octobre 2022, la chaîne change à nouveau de nom pour devenir RTL Három.

## Identité visuelle

### Logos

Logo de Poén! du 2 avril 2008 au 20 décembre 2010
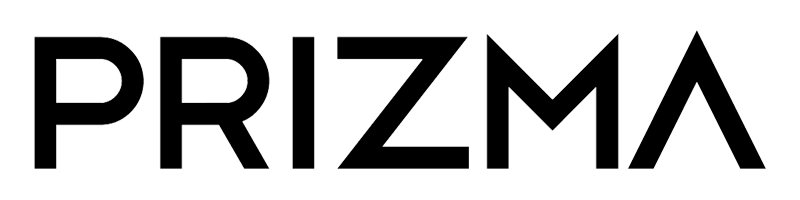
Logo de Prizma TV du 20 décembre 2010 au 30 avril 2014
Logo de RTL+ depuis le 1er mai 2014
Logo de RTL Három depuis le 28 octobre 2022

## Séries
- Deuxième baiser
- Hommes
- Győzike spectacle
- De l'un des deux
- Les Schtroumpfs
- Marié avec des enfants
- Alf
- Convoitises
- L'évasion
- Terminator - The Sarah Connor Chronicles
- Grande Mages kulisszatitkai
- Prêt escroquerie
- Gálvölgyi Afficher
- The A-Team
- Pourquoi l'Alaska?
- Benny Hill Show
- Mandrin
- The Vampire Diaries
- Le mystère
- Lie to me if you can!
- L'impératrice
- À la maison avec Attila
- The X Factor USA (de X Factor version américaine)
- Les Aventuriers de les reliques perdues
- Vous Rang, M'Lord?
- Potins
- Salamandre
- L'unité
- Séquences pré-break Agymenők
- Le Triomphe de l'Amour
- Un gâchis!
- Ville de secrets
- Night Light
- Mountain Rescue
- Chevaliers glace
- Alerte à Malibu
- JAG - crimes d'honneur
- Michael Hayes
- Zorro
- Paroi aventureux
- Le chasseur de primes
- Betty, la fille laide
- Lois & Clark: Les nouvelles aventures de Superman
- Le meilleur de la semaine Seven
- Cold Case
- Cube chefs
- Knight Rider
- Angela

## Diffusion
RTL Három est disponible sur le satellite UPC Direct, Digi, et sur la télévision numérique par câble en Hongrie. La chaîne diffuse ses émissions 24 heures sur 24, mais certains distributeurs par câble en Hongrie ne la propose que pendant la soirée, c'est-à-dire à partir de 18 heures.